# Mariel Roberts
Mariel Roberts (* ≈1989 in Denver) ist eine amerikanische Musikerin (Violoncello, Elektronik, Komposition), die vor allem als Interpretin Neuer Musik und als Improvisationsmusikerin hervorgetreten ist.

## Leben und Wirken
Roberts wuchs in Denver auf und erhielt eine klassische Ausbildung auf dem Cello. Nach dem Abschluss der School of the Arts in Denver 2005 studierte sie bis 2009 an der Eastman School of Music in Rochester, um dann an der Manhattan School of Music einen Master-Abschluss im Studiengang zeitgenössische Interpretation zu machen.
Roberts ist als Solistin und Kammermusikerin auf den meisten Kontinenten aufgetreten, vor allem als Mitglied und Co-Leiterin des Wet Ink Ensemble (von der New York Times als „Bestes Klassik-Ensemble des Jahres 2018“ benannt) sowie mit dem International Contemporary Ensemble, dem Mivos Quartet, den Bang on a Can All Stars und dem Ensemble Signal. 2022/23 gehörte sie zum Argus Quartet. Sie tritt regelmäßig auf großen Bühnen für neue Musik auf, wie dem Lincoln Center Festival, Wien Modern, Klangfestival, Lucerne Festival, Cervantino Festival, Shanghai New Music Week, Internationale Ferienkurse für Neue Musik und Aldeburgh Festival. Roberts ist an einer Vielzahl von Tonträgern beteiligt, die bei Labeln wie Innova Records, Albany Records, New World Records, New Amsterdam, Carrier Records, New Focus und Urtext Records erschienen. 
Unter eigenem Namen hat Roberts mehrere Alben veröffentlicht; die beiden ersten enthalten neue, für sie in Auftrag gegebenen Kompositionen. Ihr Debütalbum Nonextraneous Sounds (2012) mit Werken der jungen Komponisten Andy Akiho, Sean Friar, Daniel Wohl, Alex Mincek und Tristan Perich wurde von der Kritik empfohlen. Das 2017 erschienene Album Cartography (mit Werken von George Lewis, Eric Wubbels, Davíð Brynjar Franzson und ihr selbst) festigte ihre Position als eine sehr offene und technisch versierte Interpretatorin. 2021 folgte Armament, das eine Reihe von unbearbeiteten improvisierten Stücken für Cello und Pedale enthält. Ihre eigenen Kompositionen wurden an Veranstaltungsorten wie der Merkin Concert Hall und dem Miller Theater in New York City aufgeführt.
Weiterhin arbeitete Roberts mit Helmut Lachenmann, Tim Hecker, Björk, Nate Wooley, M Lamar, Patrick Higgins, Ingrid Laubrock, Jeffrey Mumford, Sam Pluta und Ambrose Akinmusire. Sie ist auch auf Alben mit den Flobots, dem Arcana Orchestra, John Zorn, John Escreet, Jen Shyu, Lee Konitz (Old Songs New), Jon Irabagon, Numinous, Nate Wooley, Trevor Dunn (Séances), Anna Webber (Shimmer Wince), Henry Threadgill (The Other One), Pablo Giw und Jessica Pavone (Clamor) zu hören.